# Jan Janssen Classic
De Jan Janssen Classic (voorheen de Hel van Wageningen) is het grootste eendaagse toerfietsevenement van Midden Nederland, en een van de vijf populairste fietstochten in Nederland. Start en finish zijn in Wageningen, in het universitair sportcentrum De Bongerd. Deelnemers kunnen kiezen uit verschillende routes variërend tussen de 75 en de 225 kilometer. De echte "hel" zijn de langere tochten, die over 32 steile en minder steile heuvels in de omgeving leiden. De 225-kilometertocht doet onder meer de Grebbeberg, de Amerongse Berg en de Tafelberg op de Posbank aan. In totaal moeten in deze tocht 1800 hoogtemeters overwonnen worden.
In 1985 werd de tocht voor het eerst georganiseerd, door de in 1979 opgerichte toerclub Wageningen. Hij droeg toen nog de naam Hel van Wageningen. Voormalig tourwinnaar Jan Janssen was regelmatig aan de start te vinden. Hij werd beschermheer van de tocht, die vervolgens de naam Jan Janssen Classic kreeg. In 2022 wordt de laatste editie gereden van Jan Janssen Classic. Vanwege een gebrek aan vrijwilligers heeft de organisatie besloten te stoppen. In 2020 en 2021 vond de Classic geen doorgang vanwege de coronacrisis.
In 2023 kwam de Jan Janssen Classic terug, maar nu op de Brabantse Wal. Middels lussen werd er gereden door het zuidwesten van Noord-Brabant, een klein deel Zeeland en België en werd de ronde van de Slag om Woensdrecht eveneens opgenomen. Start en finish waren in Hoogerheide. 